# Bilauda
Bilauda fou un estat tributari protegit de l'Índia, un dels thakurat garantits pels britànics, part de l'Agència de Malwa (o Malwa Occidental), a l'Índia central.